# Кретово (Смоленская область)
Кретово — деревня в Монастырщинском районе Смоленской области России. Входит в состав Татарского сельского поселения. Население — 119 жителей (2007 год). 
Расположена в западной части области в 22 км к юго-западу от Монастырщины, в 36 км южнее автодороги Р135 (Смоленск - Красный - Гусино), на берегу реки Лынья. В 54 км севернее деревни расположена железнодорожная станция Гусино на линии Москва — Минск. 

## История
В годы Великой Отечественной войны деревня была оккупирована гитлеровскими войсками в июле 1941 года, освобождена в сентябре 1943 года.